# Javamajna
Javamajna (Acridotheres javanicus) är en fågel i familjen starar inom ordningen tättingar, ursprungligt förekommande i Indonesien på öarna Java och Bali där den är fåtalig och minskar i antal. Den är dock införd i en rad länder och områden, främst i östra Asien, där den har etablerat frilevande populationer. Det vilda beståndet anses vara utrotningshotat.

## Utseende

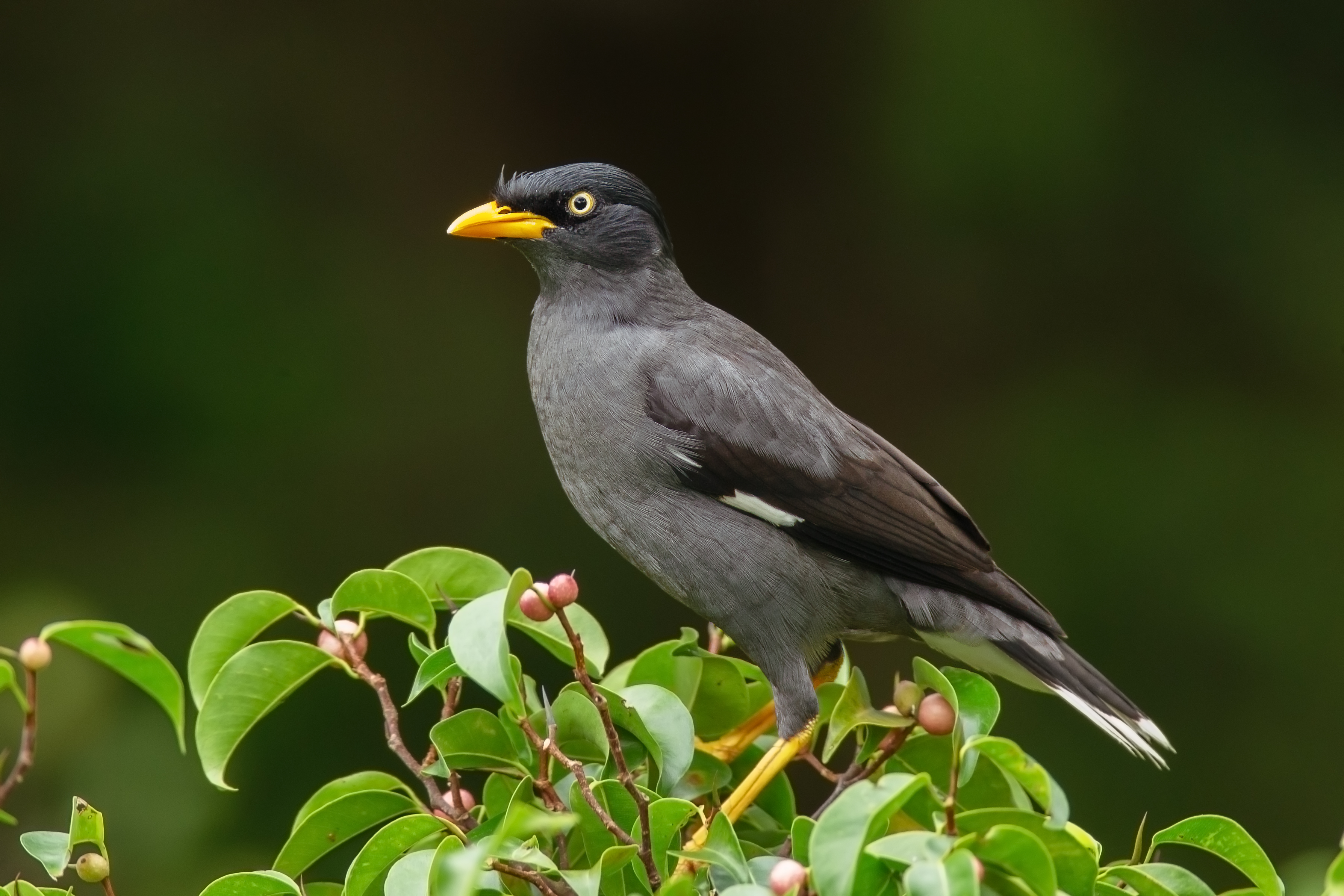
Javamajna fotograferad i Singapore.

Javamajnan är en 21–25 cm stare, en typisk svartaktig majna med tydlig tofs i pannan och förlängda hjässfjädrar. Den är lik djungelmajnan, men är förutom svartaktig hjässa och örontäckare mörkt skiffergrå med kontrasterande vita understjärttäckare. I flykten syns svartare undre vingtäckare och bredare vit stjärtspets. Näbben är helgul.

## Läte
Lätena är mycket lika brunmajnans (A. tristis), men går att urskilja med övning.

## Utbredning
Javamajnans naturliga utbredningsområde är Java och Bali i Indonesien. Den är dock införd till södra Malackahalvön, Sumatra, Borneo, Flores, Sumba, Puerto Rico, Honshu (Japan) och Taiwan.

## Systematik
Tidigare betraktades javamajnan som en underart till tofsmajnan (A. grandis), men även tillhörande sulawesimajnan (A. grandis) och dessa två tillsammans del av djungelmajnan (A. fuscus) Den behandlas som monotypisk, det vill säga att den inte delas in i några underarter.

## Levnadssätt
Javamajnan hittas i stadsmiljöer, öppet landskap och jordbruksmarker. Den är en allätare som intar bland annat frukt, nektar, insekter och annat animaliskt material, men även avfall. Den häckar året runt i miljöer påverkade av människan, före 1940 på Java i april-maj och september. Fågeln bygger ett slarvigt bo som placeras i ett hål i ett träd, en vägg, en bro eller i en palmkrona. Däri lägger den två till fem ljusblå ägg.

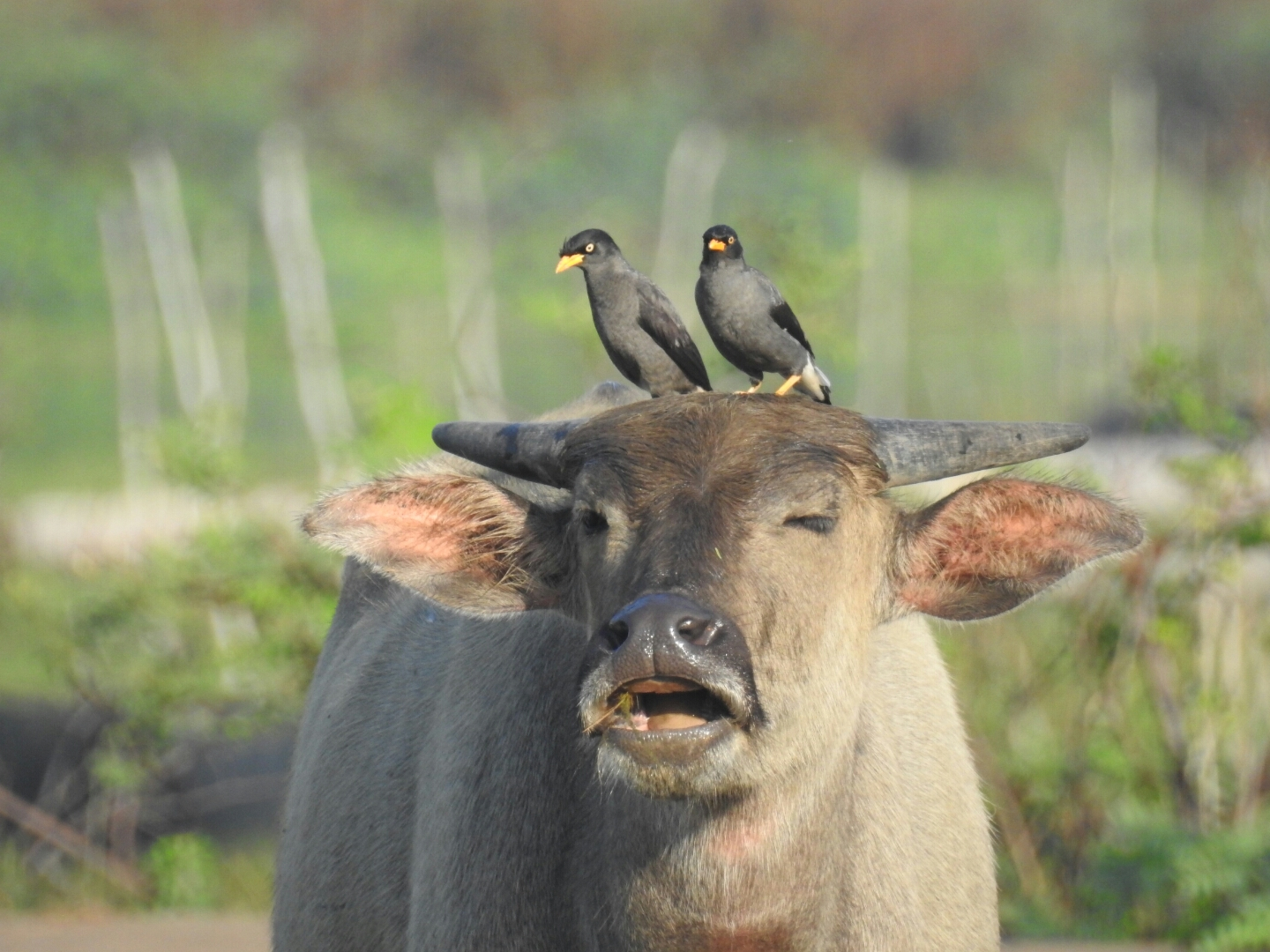
Javamajnan lever i symbios med vattenbuffeln genom att plocka bort insekter på djurets rygg.

## Status och hot
Javamajnan i ursprungligt tillstånd minskar kraftigt i antal till följd av fångst för burfågelsindustrin. Internationella naturvårdsunionen IUCN kategoriserar den därför som sårbar (VU). Världspopulationen av vilda populationer på Java och Bali uppskattas till högst 10.000 vuxna individer, Införda populationer är dock mycket större, med uppskattningsvis 160 000 individer i Singapore år 2000 och över 20 000 i Taiwan 1999.